# جورج تايلور (لاعب كرة قدم)
جورج تايلور (بالإنجليزية: George Taylor)‏ (3 يونيو 1900 ببرينتفورد في المملكة المتحدة - 1 سبتمبر 1982 في المملكة المتحدة) هو لاعب كرة قدم بريطاني (وحمل سابقاً جنسية المملكة المتحدة لبريطانيا العظمى وأيرلندا) في مركز الهجوم. لعب مع نادي برينتفورد ونادي ليتون أورينت ونادي ميلوول.

## وصلات خارجية
- جورج تايلور على موقع قاعدة بيانات كرة القدم.إي يو (الإنجليزية)